# Badegan (Badegan)
Badegan is een bestuurslaag in het regentschap Ponorogo van de provincie Oost-Java, Indonesië. Badegan telt 2534 inwoners (volkstelling 2010).